# Parovod
Parovod je deo toplovoda od izvorišta (elektrana, energana, geotermalni izvor...) do tačke kada se para preko razmenjivača toplote pretvara u toplu vodu pogodnu za zagrevanje domaćinstava kod sistema daljinskog grejanja.
Sistemom predizolovanih cevi u njemu se prenosi para visoke temperature (120-180C°) i pritiska (NP 15-20) do razmenjivača toplote gde se para pretvara u toplu vodu, koja se dalje transportuje da krajnjih korisnika daljinskog grejanja.